# 17. domobranski pehotni polk (Avstro-Ogrska)
Za druge 17. polke glejte 17. polk.
17. domobranski pehotni polk (izvirno nemško k.k. Landwehr Infanterie Regiment Nr. 17; dobesedno slovensko: Cesarsko-kraljevi deželnobrambovski pehotni polk št. 17) je bil pehotni polk avstro-ogrskega Domobranstva.

## Zgodovina
Polk je bil ustanovljen leta 1889. 

### Prva svetovna vojna
Polkovna narodnostna sestava leta 1914 je bila sledeča: 97% Poljakov in 3% drugih. Naborni okraj polka je bil v Rzeszów, pri čemer so bile polkovne enote garnizirane tudi v tem mestu.
Polk je sodeloval v bojih na soški fronti.

## Poveljniki polka
- 1898: Karl Rischka[3]
- 1914: Edmund Lober von Karstenrod[1]